# Simulium leonense
Simulium leonense är en tvåvingeart som beskrevs av Boakye, Post och Mosha 1993. Simulium leonense ingår i släktet Simulium och familjen knott.
Artens utbredningsområde är Sierra Leone. Inga underarter finns listade i Catalogue of Life.